# Bryophyma
Bryophyma is een geslacht van rechtvleugeligen uit de familie veldsprinkhanen (Acrididae). De wetenschappelijke naam van dit geslacht is voor het eerst geldig gepubliceerd in 1923 door Uvarov.

## Soorten
Het geslacht Bryophyma omvat de volgende soorten:
- Bryophyma debilis Karsch, 1896
- Bryophyma decipiens Karsch, 1896